# Seine Mutter und ich
Seine Mutter und ich ist ein österreichischer Spielfilm aus dem Jahr 2010. Der Film wurde am 9. Juni 2010 uraufgeführt.

## Handlung
Die Kinderbuchautorin Marie Ruppert heiratet den Piloten Hubert Weißenthaler. Sowohl ihre beste Freundin Bebé als auch seine hypochondrische Mutter Leopoldine reagieren skeptisch. Kurz darauf wird Marie schwanger.
Als wenig später Huberts Vater Franzl stirbt, reagiert Leopoldine mit Selbstmitleid, da Franzl eine Freundin hatte. Gerüchten zufolge soll es sich bei der Freundin um die Blumenhändlerin Rosa Ratschnig, die Mutter des Gemeindearztes Georg Ratschnig, handeln. Leopoldine will Franzls Elternhaus, in dem sie sich nie wohlgefühlt hat, verkaufen, doch war es Franzls Wille, dass sein Sohn wieder in das Haus einzieht. Trotz der Warnungen von Bebé und ihrer Eltern zieht Marie begeistert mit Hubert in das Haus ein.
Sofort beginnt Leopoldine, die ihren Sohn ‚Burli‘ nennt, sich einzumischen und mit ihrer Hypochondrie zu manipulieren. Während die Stimmung zwischen Mutter und Schwiegertochter immer schlechter wird, versucht Hubert, der als Pilot selten da ist, Marie zu beschwichtigen. Von Rosa erhält Marie Franzls Testament, in dem dieser Haus und Garten an Rosa und Georg vererbt; es stellt sich heraus, dass Georg Franzls Sohn ist. Als bei Marie wenig später die Wehen einsetzen, hilft Georg bei der Geburt von Tochter Francesca. Als Hubert sich von der Situation überfordert zeigt, schmeißt Marie ihn raus und lässt sich scheiden.
Als Leopoldine das Haus drei Jahre später verkaufen will, konfrontiert Marie sie mit ihrem Wissen um das Testament. Leopoldine bekommt einen Zusammenbruch und wird zum Pflegefall. Marie und Georg werden ein Paar. In der letzten Szene des Films fährt Leopoldine bei einem Familienausflug mit ihrem Rollstuhl einen Wiesenabhang herab, nachdem Francesca die Bremsen gelöst hat.

## Kritiken
Rainer Tittelbach von Tittelbach.tv schrieb: „‚Seine Mutter und ich‘ ist ein fein ausbalanciertes Familien-Psychogramm um einen Hausdrachen der alten Schule und eine moderne Schwiegertochter, die den klein karierten Humbug nicht länger mitmachen möchte. Komödie mit Wiener Schmäh, der etwas mehr Schräglage nicht geschadet hätte. Muriel Baumeisters Degeto-Image tut das Übrige.“
Lexikon des internationalen Films wertete: „Dramatischer (Fernseh-)Film über einen zunehmend heftigeren Familienkonflikt.“
Tilmann P. Gangloff urteilte für die Kino.de: Eine „TV-Komödie nach dem beliebt-bewährten Schema Schwiegertochter vs. Schwiegermutter. Österreichische Filme sind oftmals deutlich direkter und auch spürbar boshafter, wenn es darum geht, die Institution Familie zu demontieren. Ulli Schwarzenberger tut sich in ihren Drehbüchern immer wieder ganz besonders darin hervor, Mütter zu Monstern zu machen. Für die jeweiligen Schauspielerinnen aber sind die Figuren Traumrollen.“ „Der Schluss ist allerdings ein echter Racheakt und an Bosheit kaum noch zu überbieten.“
In der FAZ urteilte Lena Bopp: „Leopoldine tut, was man von ihr erwartet: Ungefragt ordnet sie die Tuben und Fläschchen im Bad ihres Sohnes der Größe nach an, bringt Hemden und Hosen im Kleiderschrank in den rechten Winkel, breitet im Wohnzimmer Häkeldeckchen aus, kurz, sie geht Marie auf die Nerven. Nur Hubert freut sich allabendlich über die Schnitzel, die seine Mutter ihm bringt. [...] Das macht den Film langatmig und schwer und verführt dazu, den Fernseher abzuschalten, bevor das Ende erreicht ist, das dann jedoch wider Erwarten mit einer bemerkenswerten Szene aufwartet. Allerdings war es noch nie so, dass ein Abspann allein einen ganzen Film tragen konnte. Auch hier gelingt das nicht: Anderthalb Stunden Vorlauf für einen gelungenen Scherz sind einfach zu lang.“